# DTP
DTP (ang. desktop publishing – komputerowy skład tekstu) – termin oznaczający pierwotnie ogół czynności związanych z przygotowaniem na komputerze materiałów, które będą później powielone metodami poligraficznymi. Krócej mówiąc, termin ten oznacza komputerowe przygotowanie publikacji do druku. W tym znaczeniu termin ten dotyczy nie tylko fazy projektowej, czyli tworzenia w programach komputerowych obrazu (oraz kształtu) stron publikacji, ale także zarządzania pracą grupową, a nawet odnosi się do komputerowego sterowania urządzeniami wykorzystywanymi w tym procesie, a więc np. naświetlarkami czy maszynami drukarskimi.
Dawniej przygotowanie do druku nazywano przygotowalnią lub procesami przygotowawczymi (kierunek w szkole poligraficznej nosi tę nazwę do dziś) i zasadniczo obejmowało skład ręczny (wykonywany w zecerni) i montaż (w montażowni), zakończony przygotowaniem materiałów dla drukarni w naświetlarni.
Z czasem pojęcie DTP zaczęło odnosić się także do przygotowywania dokumentów do publikacji w postaci elektronicznej (cyfrowej). Proces DTP rozpoczyna się wprowadzeniem do komputera tekstu i obrazu. Poszczególne elementy graficzne podlegają następnie indywidualnej obróbce, a na tekst jest nanoszona korekta. Następnie odbywa się zasadnicza część procesu, czyli ułożenie stron publikacji z tych wszystkich elementów gotowego projektu, łącznie z naniesieniem informacji dla drukarza i introligatora. Na tym etapie pracy można również umieścić informacje o obrazie całej składki (patrz: impozycja). Czynność końcowa to zapisanie danych komputerowych w postaci pliku postscriptowego lub (coraz częściej) pliku PDF. W ramach DTP można również zarządzać przepływem prac w drukarni oraz sterować urządzeniami przygotowalni poligraficznej, jak i samej drukarni.
Istotne jest, że DTP zajmuje się nie tylko samym obrazem, ale także kształtem podłoża, tak więc termin ten dotyczy także projektowania np. niezadrukowanych opakowań i innych form wykrawanych z papieru, kartonu czy też np. kształtów wycinanych z folii samoprzylepnej.
DTP został po raz pierwszy opracowany w Xerox PARC w latach 70. Sprzeczne twierdzenie głosi, że DTP rozpoczęło się w 1983 r. od programu opracowanego przez Jamesa Davise'a w lokalnej gazecie w Filadelfii.